# ان‌جی‌سی ۹۳۶
ان‌جی‌سی ۹۳۶ (انگلیسی: NGC 936) نام یک کهکشان در صورت فلکی نهنگ است.